# Carl Ludwig Unrath
Carl Ludwig Unrath (Fürfeld bij Heilbronn, Baden-Württemberg, 1 juni 1828 – Stuttgart, 18 oktober 1908) was een Duits componist, dirigent en klarinettist.

## Levensloop
Unrath werd in 1843 als klarinettist lid van de kapel van het 6e Infanterie Regiment Württemberg in Stuttgart. In 1847 wisselde hij naar de kapel van de 1e Infanterie-Brigade in Stuttgart en studeerde vanaf 1848 aan het conservatorium. In 1849 ging hij naar de kapel van het 4e Infanterie-Regiment die van 1852 tot 1866 in Ludwigsburg was. In 1862 werd hij tot kapelmeester van dit muziekkorps beroepen, dat later in Ulm an der Donau gestationeerd was. In 1872 ging hij als kapelmeester in pensioen en werd ambtenaar in het krijgs-ministerie van Württemberg. 
Hij componeerde vooral marsen (meer dan 100 marsen heeft hij geschreven) en karakterstukken voor de militaire muziekkorpsen. In 1892 kwam zijn bekendste mars, de König Karl-Marsch in de 2e verzameling van Armeemarsen als nr. 212 (AM II, 212). 

## Composities

### Werken voor harmonieorkest
- 1868 König Karl-Marsch - AM II, 212 (benoemd naar: Koning Karel I van Württemberg (1823-1891)) (was de parademars van het 1e Württembergisch veldartillerie-regiment nr. 13)
- 1880 Waffenruf
- 1885 Hohenzollern Ruhm, mars, op. 143
- 1894 Prinz-Wilhelm-Marsch
- Abschiedsmarsch
- Alte Weisen
- Ankunftsmarsch (Parademars in de compagniefronten van het Koninklijk Beierse 15e Infanterie-Regiment te Neuburg an der Donau vanaf 1900)
- Augen rechts!
- Defiliermarsch
- Fahnengruß-Marsch
- Fix und fertig
- Frei weg!
- Frisch gewagt
- Frohe Heimkehr
- Für König und Vaterland
- Furchtlos und treu
- Hoch zu Ross
- Huldigungsmarsch
- In Reih und Glied
- Königin Olga-Marsch - AM III, 48
- Land auf und ab
- Leichtes Blut
- Lockmarsch der Hornisten und Exerziermarsch
- Marsch des 4. Regiments
- Militärfestklänge
- Mit fliegenden Fahnen
- Mit offenen Visier
- Pro-Patria-Marsch
- Rekruten-Marsch
- Schwert und Leyer
- Stets mobil - Marsch
- Über Berg und Tal